# Powiatowa Komenda Uzupełnień Żywiec

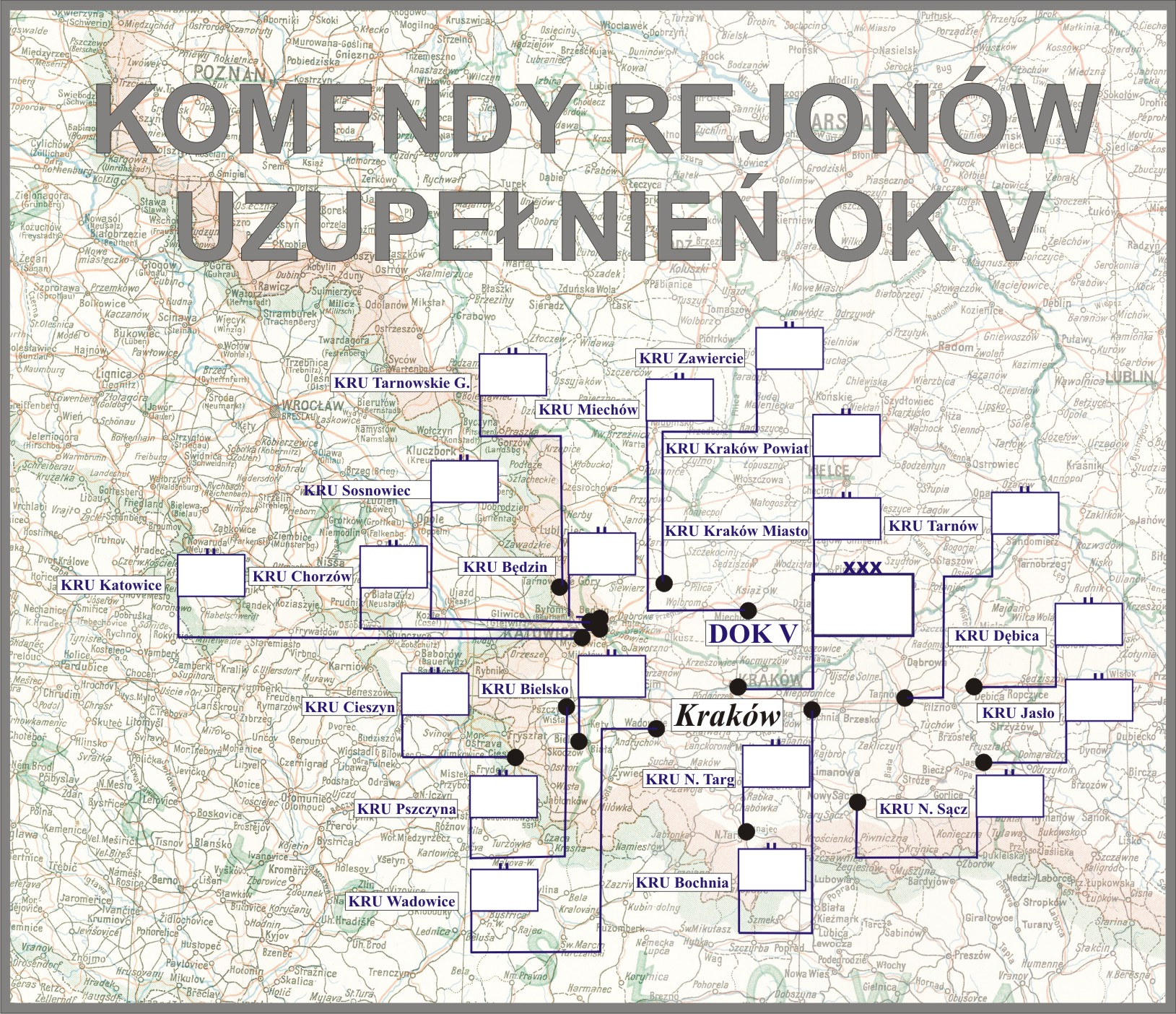
Komendy rejonów uzupełnień OK V

Powiatowa Komenda Uzupełnień Żywiec (PKU Żywiec) – organ wojskowy właściwy w sprawach uzupełnień Sił Zbrojnych II Rzeczypospolitej i administracji rezerw w powierzonym mu okręgu.

## Historia komendy
Z dniem 1 października 1927 roku na terenie Okręgu Korpusu Nr V została utworzona Powiatowa Komenda Uzupełnień Żywiec. Okręg poborowy obejmował powiaty: żywiecki i bialski.
W marcu 1930 roku PKU Żywiec nadal podlegała Dowództwu Okręgu Korpusu Nr V i administrowała powiatami: żywieckim i bialskim. W grudniu tego roku PKU Żywiec posiadała skład osobowy typu II.
1 lipca 1938 roku weszła w życie nowa organizacja służby poborowej, zgodnie z którą dotychczasowa PKU Żywiec została przemianowana na Komendę Rejonu Uzupełnień Żywiec przy czym nazwa ta zaczęła obowiązywać 1 września 1938 roku, z chwilą wejścia w życie ustawy z dnia 9 kwietnia 1938 roku o powszechnym obowiązku wojskowym. Z końcem 1938 roku PKU Żywiec została rozwiązana, a w jej miejsce utworzona KRU Cieszyn. Oba powiaty (bialski i żywiecki) zostały podporządkowane KRU Bielsko na Śląsku.

## Obsada personalna
Komendanci
- mjr kanc. Feliks Aleksander Langenfeld (VII 1927 – XI 1932 → dyspozycja dowódcy OK V[7])
- mjr kanc. Kazimierz Bronisław Krieger (20 VII 1933[8] – VII 1935 → dyspozycja dowódcy OK V[9])
- mjr piech. Jan Kłoś (VIII 1935[10] – 1938 → dyspozycja dowódcy OK V)

Obsada pozostałych stanowisk funkcyjnych PKU w latach 1927–1938
- kierownik I referatu administracji rezerw – kpt. piech. Aleksander Biestek (VII 1927 – 1938 → kierownik I referatu PKU Cieszyn)
- kierownik II referatu poborowego
  - por. piech. Tadeusz Leonard Geras (VII 1927 – VII 1929 → referent)
  - kpt. kanc. Stanisław Rogalski[a] (VII 1929[15] – 31 V 1930[16] → WBH)
  - por. piech. Leopold Gadkowski (IX 1930 – 1932 → kierownik II referatu PKU Baranowicze)
  - kpt. piech. Stanisław Piękny (1932[17] – był w VI 1935)
  - por. / kpt. adm. (piech.) Henryk Moczyński (11 III 1936 – 15 XII 1938 → kierownik II referatu PKU Bielsko)
- referent
  - por. piech. Józef II Jastrzębski[b] (VII 1927 – VII 1929 → dyspozycja Min. Pracy i Opieki Społ.)
  - por. piech. Tadeusz Leonard Geras (VII 1929 – IX 1930[21] → kierownik II referatu PKU Lublin Miasto)